# Klaviertrio-Variationen op. 44 (Beethoven)
Die Klaviertrio-Variationen op. 44 in Es-Dur sind ein Variationswerk für Klaviertrio von Ludwig van Beethoven.

## Entstehung
Nach ersten Skizzen aus dem Jahr 1792 entstanden die Klaviervariationen op. 44 im Jahr 1800. Die Veröffentlichung erfolgte 1804 im Verlag Hoffmeister & Kühnel.

## Zur Musik
Das Werk erinnert an die beinahe zeitgleich entstandenen Eroica-Variationen: Zum einen beginnen die Themen beider Werke im Unisono, zum anderen enthalten beide in der Bassführung die Notenfolge g-a-b-b-es (Takt 15–22 in op. 44, Takt 13–16 in den Eroica-Variationen). Diese Notenabfolge stammt aus der Arie „Ja, ich muß mich von ihr scheiden“ aus der 1788 entstandenen komischen Oper Das rote Käppchen von Carl Ditters von Dittersdorf. Dadurch erscheint es laut Musikwissenschaftler Ares Wolf zumindest möglich, dass das Erklingen dieser Notenabfolge, die eine gewöhnliche Kadenzformel darstellt, in beiden Variationswerken Beethovens lediglich auf einem Zufall beruht.
In den ersten sieben Variationen tritt die Melodie zugunsten der Harmonik in den Hintergrund. Im Bass von Variation 8 kehrt die Melodie wie eine Reprise zurück, was innerhalb des Werkes den Charakter einer Zäsur hat.

### Belege
- Sven Hiemke (Hrsg.): Beethoven-Handbuch. Bärenreiter, Kassel 2009, ISBN 978-3-476-02153-3. S. 464f.

### Weiterführende Literatur
- Robert Forster: 14 Variationen Es-Dur für Klaviertrio op. 44. In: Albrecht Riethmüller, Carl Dahlhaus und Alexander L. Ringer (Hrsg.): Beethoven – Interpretationen seiner Werke. Band 1, Laaber 1994, S. 326–328.
- Petra Weber-Bockholdt: Beethovens Opus 44. In: Beethovens Klaviertrios, Symposion München, hrsg. von Rudolf Bockholdt und Petra Weber-Bockholdt, S. 103–118.